# Graduation Day (ER)
Graduation Day is de tweede aflevering van het dertiende seizoen van de televisieserie ER, die voor het eerst werd uitgezonden op 28 september 2006.

## Verhaal
Dr. Lockhart is bevallen van een zoon, Joe, en hij moet op de NICU blijven omdat hij te vroeg geboren is. Dan krijgen zij ineens bezoek van Maggie, de moeder van dr. Lockhart. Ondanks de strubbelingen op het begin vindt dr. Lockhart het fijn dat haar moeder er is. Dan krijgen zij en dr. Kovac een meningsverschil over de behandeling van hun zoon, waarvan de gezondheid ineens achteruit gaat. Uiteindelijk gaat dr. Lockhart toch akkoord over de behandeling en Joe wordt dan weer beter. 
Taggart roept de hulp in van een oude bekende van haar, Richard Elliott, om haar te helpen nadat zij heeft kunnen ontsnappen van Steve. Zij vertelt hem wat er werkelijk gebeurd is met Steve. Zij heeft hem doodgeschoten in zijn slaap, nadat hij haar verkracht heeft, en hij zegt haar meteen dat dit de laatste keer is geweest dat zij de waarheid heeft verteld over zijn dood. Vanaf nu moet zij vertellen dat Steve haar verkrachtte en dat zij hem uit zelfverdediging gedood heeft, vooral als zij ondervraagd wordt door de politie. 
Het bestuur van het ziekenhuis wil dr. Kovac ontslaan vanwege de gebeurtenissen met dr. Clemente. Dr. Weaver bekent dan dat zij verantwoordelijk is voor deze gebeurtenissen. Zij wordt hierop als straf ontheven van haar functie als hoofd en mag weer gaan werken als arts op de SEH.
Dr. Morris heeft al snel spijt van zijn overstap naar een andere baan en smeekt bij iedereen op de SEH voor zijn oude baan. Uiteindelijk lukt het hem, met hulp van dr. Pratt, om weer terug te komen als arts op de SEH.
Gates, de vroegere ambulancemedewerker, begint die dag met zijn studie geneeskunde en loopt stage op de SEH. Hij is nog steeds gecharmeerd van dr. Rasgotra en wil haar bijstaan in haar rouwproces over haar overleden man. 

## Rolverdeling

### Hoofdrollen
- Goran Višnjić - Dr. Luka Kovac
- Maura Tierney - Dr. Abby Lockhart
- Mekhi Phifer - Dr. Gregory Pratt
- Parminder Nagra - Dr. Neela Rasgrota
- John Stamos - Dr. Tony Gates
- Shane West - Dr. Ray Barnett
- Scott Grimes - Dr. Archie Morris
- Laura Innes - Dr. Kerry Weaver
- John Aylward - Dr. Donald Anspaugh
- L. Scott Caldwell - Dr. Rabb
- Dahlia Salem - Dr. Jessica Albright
- Linda Cardellini - verpleegster Samantha Taggart
- Dominic Janes - Alex Taggart
- Kyle Richards - verpleegster Dori
- Yvette Freeman - verpleegster Haleh Adams
- Montae Russell - ambulancemedewerker Dwight Zadro
- Sally Field - Maggie Wyczenski
- Troy Evans - Frank Martin

### Gastrollen (selectie)
- Armand Assante - Richard Elliot
- Corey Mendell Parker - Byron Evers
- J. Grant Albrecht - werknemer NICU
- Bruno Alexander - Berman
- Steven Lee Allen - aannemer
- Haskell V. Anderson III - ziekenhuis kapelaan
- David Arnott - Clivus
- Brendan Patrick Connor - Reidy